# Andy Hamilton (Jazzmusiker)

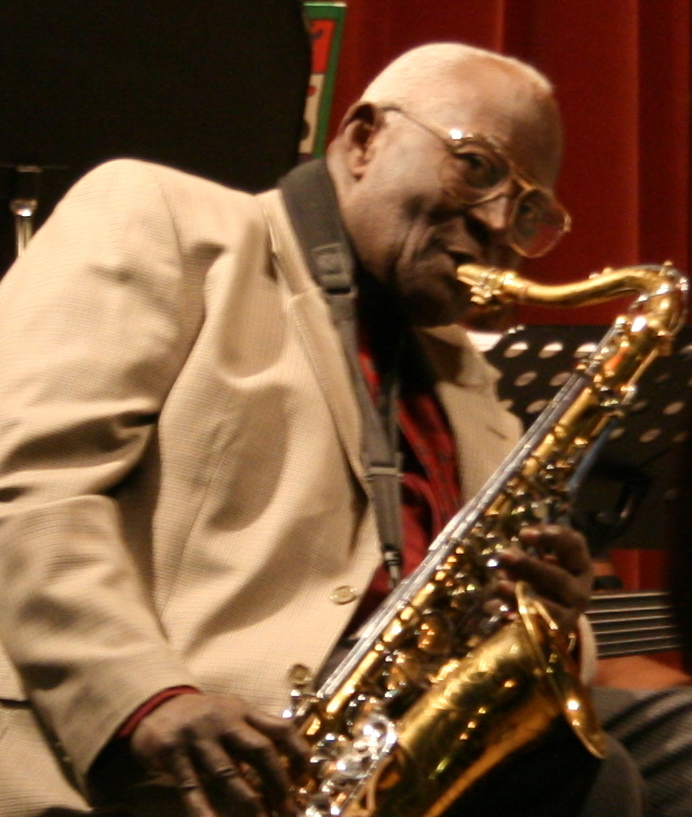
Andy Hamilton, 2007

Andrew „Andy“ Hamilton, MBE (* 22. März 1918 in Port Maria, Jamaika; † 3. Juni 2012) war ein jamaikanisch-britischer Jazz-Saxophonist.

## Leben und Wirken
Hamilton begann mit zehn Jahren als Musiker aufzutreten, als er mit Freunden eine Band gründete, die sowohl von jamaikanischer wie von amerikanischer Jazzmusik beeinflusst war. Als Heranwachsender emigrierte er in die Vereinigten Staaten, wo er in verschiedenen Jobs arbeitete, darunter als Haus-Saxophonist in verschiedenen Veranstaltungsorten im Staate New York. Schließlich kehrte er in die Karibik zurück, um für den Schauspieler Errol Flynn zu arbeiten, der in Jamaika lebte. Hamilton war dann als Musikmanager in dessen Hotel The Titchfield tätig und auch auf Flynns Privatjacht.
Im Jahr 1949 zog er nach England, um in Birmingham die Formation The Blue Notes mit dem befreundeten jamaikanischen Jazzmusiker Sam Brown zu gründen. Er lebte dann in Bearwood, wo er den Club The Bearwood Corks Club gründete, in dem die Blue Notes auftraten. Erst 1991, nachdem er sich von einem Diabetes-Koma erholt hatte, nahm Hamilton für das Label World Circuit Records von Nick Gold sein Debütalbum Silvershine auf. 1996 wurde er mit dem Masters of Arts der Birmingham University geehrt; 1999 erhielt er das Millennium Fellowship. 2008 wurde er im Alter von 89 Jahren mit dem Orden Member of the British Empire für die Verdienste um die Musikszene von Birmingham ausgezeichnet. Bis kurz vor seinem Tod trat er im Bearwood Corks Club auf.